# Thyridanthrax vitripennis
Thyridanthrax vitripennis är en tvåvingeart som beskrevs av Lindner 1979. Thyridanthrax vitripennis ingår i släktet Thyridanthrax och familjen svävflugor.
Artens utbredningsområde är Iran. Inga underarter finns listade i Catalogue of Life.